# 納雷夫河

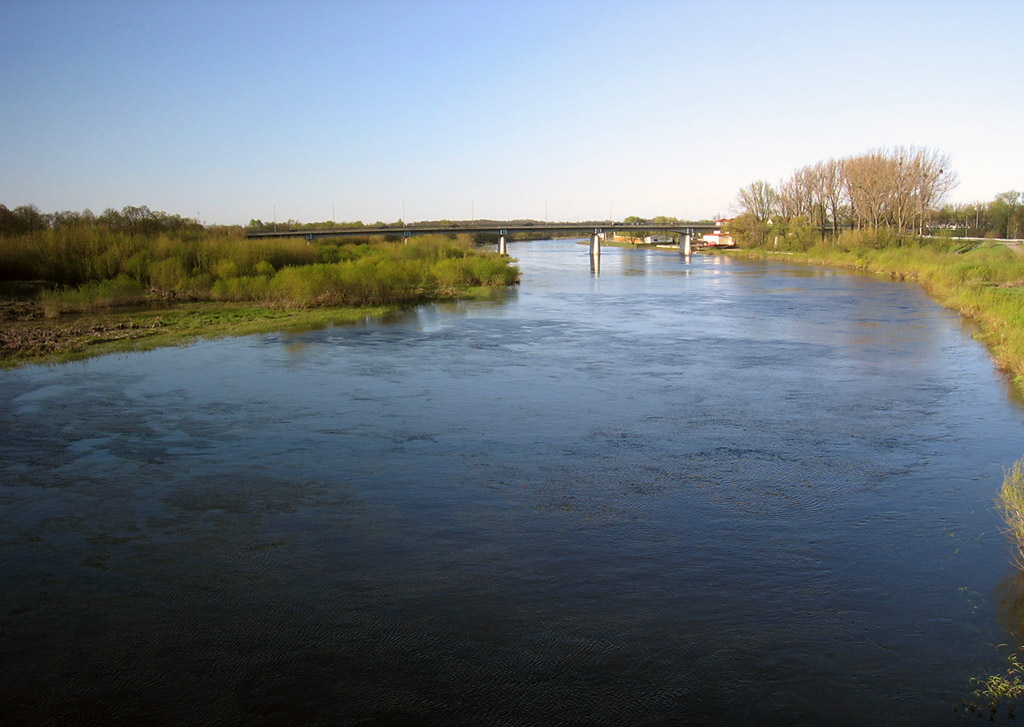
奧斯特羅文卡的納雷夫河

納雷夫河（白俄羅斯語：Нараў，波蘭語：Narew）是東歐的河流，流經白俄羅斯西部和波蘭東北部，屬於維斯瓦河的右支流，是波兰第五长河。河道全長499公里，流域面積74,527平方公里，平均流量每秒313立方公尺。納雷夫河是欧洲为数不多的辫状河流之一。

## 外部連結
- Natural tourism (birdwatching) in Narew National Park